# سورن چانچوریان
سورن وارازداتی چانچوریان (ارمنی: Սուրեն Վարազդատի Չանչուրյան؛ زادهٔ ۲۳ سپتامبر ۱۹۳۷ - درگذشته ۴ مارس ۲۰۰۹) اهل ارمنستان بود.

## زندگی‌نامه
وی در ۲۳ سپتامبر ۱۹۳۷ در گیومری به دنیا آمد  وی برنده جوایزی همچون هنرمند شایسته ارمنستان شوروی (۱۹۷۳), هنرمند افتخاری جمهوری ارمنستان (۲۰۰۶), هنرمند مردمی جمهوری ارمنستان (۲۰۰۱), مدال موسس خورناتسی (۲۰۰۷) شده‌است. وی در ۴ مارس ۲۰۰۹ در سن ۷۱ سالگی در ایروان درگذشت.